# Datu Piang
Datu Piang è una municipalità di terza classe delle Filippine, situata nella Provincia di Maguindanao, nella Regione Autonoma nel Mindanao Musulmano.
Datu Piang è formata da 21 baranggay:
- Alonganan
- Ambadao
- Andavit
- Balanakan
- Balong
- Buayan
- Butilen
- Dado
- Damabalas
- Dasawao
- Duaminanga
- Kalipapa
- Kanguan
- Liong
- Magaslong
- Masigay
- Montay
- Pandi
- Poblacion (Dulawan)
- Reina Regente
- Tee